# Polycheles crucifer
Polycheles crucifer är en kräftdjursart som först beskrevs av Willemöes-Suhm 1873.  Polycheles crucifer ingår i släktet Polycheles och familjen Polychelidae. Inga underarter finns listade i Catalogue of Life.